# Adolf Kuntzen
Adolf-Friedrich Kuntzen (Maagdenburg, 26 juli 1889 - Abbensen, 10 juli 1964) was een Duitse officier en General der Panzertruppe  tijdens de Tweede Wereldoorlog. 

## Leven
Op 26 juli 1889 werd Adolf-Friedrich Kuntzen in Maagdenburg geboren. Hij kwam uit een Nedersaksische agrarische familie. Hij was de zoon van Hans Heinrich August Kuntzen. Zijn vader was een ook een militair, en stierf in de rang van een Generalleutnant. Na het behalen van zijn Abitur aan een humanistisch gymnasium, trad hij op 10 maart 1909 als Fahnenjunker (vaandrig) in dienst van het Deutsches Heer. Hij werd geplaatst in het 1. Leib-Husaren-Regiment Nr. 1. Bij dit regiment werd Kuntzen op 22 augustus 190 bevorderd tot Leutnant (tweede luitenant). Daarbij werd het Patent op 22 augustus 1908 gedateerd. Tijdens zijn diensttijd studeerde hij vier semesters rechten en geschiedenis aan een universiteit in Berlijn. Hij studeerde ook nog politiek aan de hogeschool.

### Eerste Wereldoorlog
In 1914 behoorde hij tot het 1. Leib-Husaren-Regiment Nr. 1, waarmee hij de Eerste Wereldoorlog inging. Kuntzen werd als ordonnansofficier, en later tot het begin van 1917 als regimentsadjudant ingezet. Daarbij werd hij op 25 februari 1917 bevorderd tot Oberleutnant (eerste luitenant). Vanaf 5 januari 1917 tot maart 1918 werd hij als ordonnansofficier in het XXVI. Reserve-Korps ingezet. In december 1917 werd Kuntzen bevorderd tot Rittmeister (ritmeester). Tijdens de Eerste Wereldoorlog werd hij met de beide klassen van het IJzeren Kruis 1914 onderscheiden.

### Interbellum
Na de oorlog werd Kuntzen in de Reichsheer opgenomen. En werd daarbij naar een Führergehilfenausbildung in het Reichswehrministerium (RWM) (Rijksministerie van Defensie) gecommandeerd. In het voorjaar van 1920 trad hij in dienst als hulpofficier in het overgangsleger, waarbij hij zijn oude uniform mocht dragen in het Wehrkreiskommando I in Königsberg. 
Bij de opbouw van het 100.000 manschappen sterke Reichsheer in de Reichswehr, werd Kuntzen geplaatst in de staf van de 1e Divisie van de Reichswehr. Hierna werd hij weer naar het Rijksministerie van Defensie gecommandeerd. In het voorjaar van 1921 kreeg hij een overplaatsing naar het 10. (Preuß.) Reiter-Regiment, maar bleef verder wel onder bevel van het RWM staan. Op 1 oktober 1921 werd Kuntzen weer naar het RWM in Berlijn teruggehaald. Voor de komende jaren werd hij in de Generale Staf van de 3e Divisie in de Reichswehr in Berlijn geplaatst. Op 1 oktober 1925 werd hij benoemd tot chef van het 2e eskadron in het 8. (Preuß.) Reiter-Regiment naar Oels overgeplaatst. Hierna werd hij toegevoegd aan de staf van het 3. (Preuß.) Reiter-Regiment in Rathenow. Op 1 oktober 1928 werd kUntzen gedetacheerd voor een studiejaar naar de universiteit van Berlijn, en werkte voor de studies geschiedenis en filosofie. Op 1 oktober 1929 werd hij tegelijk met zijn bevordering tot Major (majoor) opnieuw toegewezen aan het Rijksministerie van Defensie als adviseur. De Rangdienstalter (anciënniteit) werd vastgesteld op 1 februari 1928. In het rijksministerie werd hij in de Wehrmacht-Abteilung (W) ingezet. Op 1 oktober 1931 werd Kuntzen als adjudant van de Chef van de Heeresleitung ingezet. Daar werd hij op 1 december 1932 bevorderd tot Oberstleutnant (luitenant-kolonel). Vanaf de zomer van 1933 werd hij in het Heerespersonalamt (HPA) gebruikt. En werd daar als afdelingsdirecteur op 1 november 1934 bevorderd tot Oberst (kolonel). Vanaf 4 februari 1938 tot 1 maart 1938 werkte Kuntzen als afdelingshoofd van de personeelszaken van het Oberkommando des Heeres. En werd als afdelingshoofd bevorderd tot Generalmajor (brigadegeneraal). Hierna volgde op 10 november 1938 zijn benoeming tot commandant van de 3e  Lichte Divisie in Cottbus. 

### Tweede Wereldoorlog

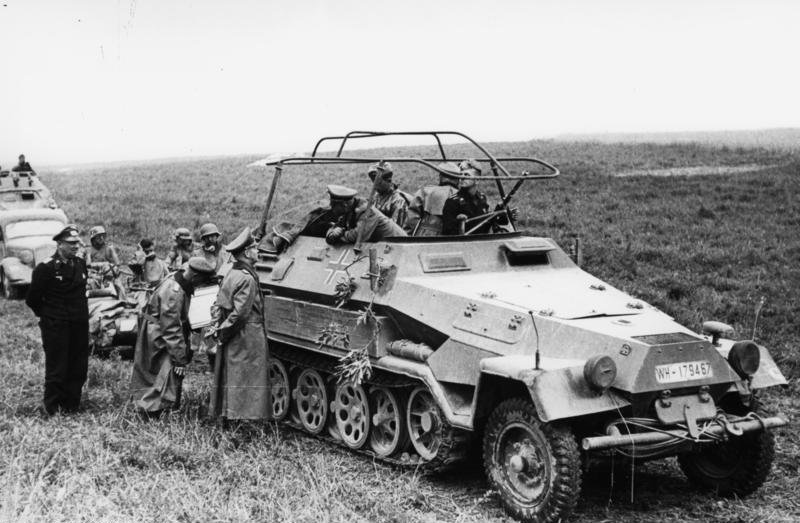
Generaal Kuntzen staat naast een gepantserde radiowagen en spreekt met generaal Heinz Guderian, Frankrijk, mei 1940.

Met de 3e Lichte Divisie nam Kuntzen deel aan de Poolse Veldtocht. Daarvoor werd hij met de beide klassen van het Herhalingsgesp bij IJzeren Kruis 1939 onderscheiden. Na de veldtocht overzag hij de omvorming van zijn divisie naar de 8e Pantserdivisie. En werd op 1 april 1940 bevorderd tot Generalleutnant (generaal-majoor). Kuntzen leidde de 8e Pantserdivisie tijdens de Slag om Frankrijk. Voor zijn verdienste als commandant de 8e Pantserdivisie werd hij op 3 juni 1940 onderscheiden met het Ridderkruis van het IJzeren Kruis. Hierna droeg zijn commando over, en werd geplaatst in het Führerreserve. Hij werd vrijwel onmiddellijk met het leiderschap over 57e Gemotoriseerde Korps belast. En op 1 april 1941 werd Kuntzen bevorderd tot General der Panzertruppe (generaal der Pantsertroepen). Hij leidde dit legerkorps tijdens Operatie Barbarossa in het verband van het 3e Pantserleger. Midden november 1941 moest hij vanwege gezondheidsredenen zijn commando kort overdragen. Op 12 juni 1942 was Kuntzen weer hersteld, en nam het commando weer op zich. En droeg einde januari 1942 het commando weer over. Voor een korte periode werd hij in het Führerreserve geplaatst. Op 1 april 1942 volgde zijn benoeming tot Kommandierender General (bevelvoerend generaal) van het Hoger Korps Commando voor speciale inzet 32. Door een naamsverandering van zijn staf in het 81e Legerkorps. Hiermee werd hij nu de komende jaren ingezet in Noord-Frankrijk. Tijdens de Operatie Overlord in juni 1944 was zijn legerkorps ondergeschikt gesteld aan de Heeresgruppe B van de Generalfeldmarschall Erwin Rommel, en zekerde hij de sector tussen Duinkerke en Oostende. In september 1944 werd Kuntzen wederom in het Führerreserve geplaatst, maar kreeg hierna niet meer een nieuw commando. En ging op 31 december 1944 met pensioen.

## Na de oorlog
Vanaf juli 1955 tot 1956 was Kuntzen lid van het comité van deskundigen op het gebied van personeel voor de nieuwe Bundeswehr. Vanaf oktober 1957 tot september 1958 was hij federale voorzitter van de Vereniging van Duitse Soldaten.
Over het verdere verloop van zijn leven is niets bekend. Op 10 juli 1964 stierf Kuntzen in Abbensen.

## Militaire carrière
- General der Panzertruppe: 1 april 1941[1][2]
- Generalleutnant: 1 april 1940[1][2]
- Generalmajor: 1 maart 1938[1]
- Oberst: 1 november 1934[1]
- Oberstleutnant: 1 december 1932[1]
- Major: 1 oktober 1929[1]
- Rittmeister: 18 december 1917[1]
- Oberleutnant: 25 januari 1915[1]
- Leutnant: 22 augustus 1910[1]
- Fähnrich: 19 november 1909[1]
- Fahnenjunker:  10 maart 1909[1]

Opmerking: de rang van Generalmajor is vergelijkbaar met die van een hedendaagse brigadegeneraal (OF-6). Het Duitse leger kende tijdens de Tweede Wereldoorlog geen rang van een brigadegeneraal, waardoor de eerste generaalsrang een Generalmajor was. Het naoorlogse Duitse leger (Bundeswehr) kent overigens wel volgens de NAVO schaal een brigadegeneraal als eerste generaalsrang.

## Onderscheidingen
- Ridderkruis van het IJzeren Kruis op 3 juni 1940 als Generalleutnant en commandant van de 8e Pantserdivisie[14][1][2][15]
- Herhalingsgesp bij IJzeren Kruis 1939, 1e Klasse[14][1][2] en 2e Klasse[14][1][2]
- IJzeren Kruis 1914, 1e Klasse[14][1][2] en 2e Klasse[14][1][2]
- Dienstonderscheiding van Leger en Marine, 1e Klasse (25 dienstjaren)[14][1]
- Kruis voor Militaire Verdienste (Brunswijk), 1e Klasse[1] en 2e Klasse[1]